# Drozdov (Šumperki járás)
Drozdov település Csehországban, Šumperki járásban. Drozdov Štíty, Zábřeh, Kosov, Jedlí, Hoštejn, Tatenice és Cotkytle településekkel határos. Lakosainak száma 340 fő (2024. január 1.).

## Népesség
A település lakosságának változását az alábbi diagram mutatja:
| Lakosok száma | 855  | 812  | 690  | 424  | 387  | 340  | 343  | 339  | 352  | 340  |
|               | 1869 | 1890 | 1921 | 1950 | 1980 | 2001 | 2017 | 2019 | 2022 | 2024 |